# Cynthia Valstein-Montnor
Cynthia Valstein-Montnor (* ca. 1956) ist eine surinamische Richterin.

## Biographie

### Ausbildung
Zwei Jahre vor der Unabhängigkeit Surinames im Jahre 1975 ging Cynthia Valstein-Montnor in die Niederlande, um dort an den Universitäten in Utrecht und Amsterdam Jura zu studieren. Ihre Schwerpunkte waren Verbraucherrecht und Internationales Handelsrecht. Ihre Magisterarbeit schrieb sie über das Lomé-Abkommen. In den 1980er Jahren kehrte sie zurück nach Suriname, wo sie als Juristin im Außenministerium arbeitete. Mitte der 1990er Jahre begann sie ihre Ausbildung als Richterin, um 1998 als erste Frau an den Gerichtshof von Suriname berufen zu werden. 2011 wurde sie als erste Frau Präsidentin des Gerichtshofs, nachdem sie zuvor schon dessen Vize-Präsidentin gewesen war. Die niederländische Tageszeitung Trouw charakterisierte sie als „Streng. Unerschrocken. Mutig. Unabhängig.“

### Prozess um dieDezembermorde
Im Jahr 2000 begann die gerichtliche Voruntersuchung der Dezembermorde, bei denen 1982 fünfzehn Gegner des Militärregimes von Desi Bouterse getötet worden waren. 25 Jahre nach der Tat begann im Jahre 2007 der Prozess, und Valstein-Montnor wurde zur Präsidentin des Kriegsgerichts – das wegen der Beteiligung des Militärs zuständig ist – ernannt. Der Anwalt von Bouterse, Irvin Kanhai, versuchte, sie als befangen abzulehnen, doch wurde dieser Befangenheitsantrag wie weitere andere abgelehnt. So wurde unter anderem als Grund für Befangenheit angegeben, dass der Ehemann von Valstein eine Sporthalle der oppositionellen Partei Nationale Partij Suriname (NPS) für seinen Kampfsportunterricht gemietet hatte. Darüber hinaus wurde die Richterin wie auch ihre Kolleginnen Suzanne Chu und Rewita Chatterpal über Jahre diskreditiert, angegriffen und beleidigt.
Desi Bouterse, Hauptangeklagter im Prozess um die Dezembermorde, wurde 2010 zum Präsidenten von Suriname gewählt. Cynthia Valstein-Montnor erklärte kurz vor dessen Amtseinführung: „Das Kriegsgericht ist mit einem Strafverfahren befasst. Wir werden nicht zulassen, dass politische Entwicklungen dem im Wege stehen. Vor Gericht haben alle Angeklagten den gleichen Status.“ Wegen ihrer Standhaftigkeit wurde sie von der Regierung Bouterses scharf angegriffen: So behauptete die Justizministerin Jennifer van Dijk-Silos, das Gericht trete „die Rechtsstaatlichkeit mit Füßen“, indem sie den Prozess gegen Bouterse fortsetze. Die Abgeordnete Rachied Doekhie forderte Bouterse auf, „die Richter zur Hölle fahren zu lassen“, und ihr Kollege Melvin Bouva, Vizepräsident des surinamischen Parlaments, vertrat die Meinung, dass die Richter in Suriname noch nie in der Lage gewesen seien, einen so großen Strafprozess zu führen.
Am 29. November 2019, über zwölf Jahre nach Prozessbeginn, verurteilte das Militärgericht unter Vorsitz von Cynthia Valsein-Monthor Präsident Bouterse zu 20 Jahren Haft, weitere Angeklagte erhielten ebenfalls hohe Haftstrafen. Der surinamische Politikwissenschaftler Hans Breeveld bezeichnete das Urteil und seine Begründung als „juristisches Meisterwerk“.
Bis zum April 2020 konnten die Strafen nicht vollzogen werden, da noch nicht alle Berufungsmöglichkeiten ausgeschöpft wurden und Bouterse als Präsident politische Immunität genießt.